# Wieldrecht
Wieldrecht is een voormalige heerlijkheid en buurtschap in de gemeente Dordrecht, in de Nederlandse provincie Zuid-Holland. Het ligt in het westen van de gemeente aan de Dordtse Kil op het Eiland van Dordrecht.

## Geschiedenis

### Voor de Elisabethsvloeden
In 1276 wordt Wieldrecht voor het eerst genoemd als gelegen in de Tiesselingswaard ten zuiden van Dordrecht. Het dorp had een kerk die onder het bisdom Luik viel en gelieerd was aan het decanaat van Hilvarenbeek. Het patronaatrecht viel toe aan de heer van Breda, onder anderen Jan III van Polanen en Engelbrecht I van Nassau-Siegen. Het kerkdorp maakte diverse stormvloeden mee waarvan de Sint-Elisabethsvloed van 1421 door nabestaanden omschreven wordt als; dat het zo hevig stormde dat de dijk bij Wieldrecht met een grote dreun doorbrak en alles en iedereen meesleurde, de Dortse Waard in. Nabestaanden gaven vermoedelijk de opdracht tot het maken van het schilderij (paneel) over de Sint Elisabethsvloed. Op het schilderij is te zien de dijkdoorbraak bij Wieldrecht.
Door de jaren heen zijn wel vermoedens uitgesproken waar dit dorp uit de dertiende eeuw zou hebben gelegen, maar tot op heden zijn er nog geen concrete sporen gevonden. De 19e- en 20e-eeuwse wijken Wieldrecht en Wielwijk zijn naar dit dorp vernoemd.

### Na de Elisabethsvloeden
Wieldrecht was een van de achttien dorpen in de Groote of Hollandsche Waard op het moment dat die door de Sint-Elisabethsvloed verdronk. In de late zestiende eeuw begonnen de erfpachters van het ambacht Dubbeldam hun bezit weer in te polderen; Wieldrecht was een van die polders en hoorde bij Dubbeldam, tot het in 1659 een onafhankelijk ambacht werd. Het ambacht strekte zich overigens tot in de huidige Hoeksche Waard uit. Anders dan Dubbeldam groeide het dorpje niet noemenswaardig. Wieldrecht stond bekend om haar veer naar 's-Gravendeel dat tussen 1700 en begin 1900 een dagelijkse dienst had.

## Even zelfstandig
In 1816 werd de gemeente Wieldrecht gevormd, die in 1857 werd opgeheven en, net als De Mijl, werd verdeeld onder 's-Gravendeel (westelijk deel) en Dubbeldam (dorp en oostelijk deel).

## Tweede Wereldoorlog
Bij de Duitse inval in 1940 werd het dorp door oorlogshandelingen vrijwel geheel verwoest.

## Naoorlogse tijd
Bij de Wederopbouw werd Wieldrecht een deel van de stadsbebouwing van Dordrecht, ten noorden grenzend aan industrieterreinen. Sinds een grenscorrectie van 1960 (tien jaar voor de totale annexatie van de gemeente Dubbeldam) hoort het bij Dordrecht. In 1977 verloor dit voormalige dorp zijn belangrijkste functie toen de Kiltunnel werd geopend en het veer over de Kil naar 's-Gravendeel werd opgeheven.
Na de oorlog werd Voetbalvereniging Wieldrecht opgericht. Het Sportpark Smitsweg ligt tegenwoordig in de wijk Sterrenburg.